# Paulo Wanchope
Paulo César Wanchope Watson (Heredia, 31 juli 1976) is een Costa Ricaans voetbalcoach en voormalig professioneel voetballer. Hij werd in februari 2015 aangesteld als bondscoach van het Costa Ricaans voetbalelftal, maar stapte een halfjaar later op. Wanchope was zelf actief van 1994 tot en met 2007 en speelde twee WK's.

## Clubcarrière
De aanvaller begon zijn carrière als profvoetballer bij CS Herediano. Na een mislukte trainingsstage bij het Engelse Queens Park Rangers, wilde Wanchope in eerste instantie stoppen met voetbal om zich toe te leggen op basketbal, zijn andere favoriete sport. Uiteindelijk bedacht hij zich, en bleef voetballen. In maart 1997 vertrok hij naar Engeland om voor Derby County te spelen. Wanchope scoorde zijn eerste doelpunt voor de club tegen Manchester United. Hij zou drie seizoenen bij Derby blijven en de aanvaller scoorde daarin 23 keer. Vervolgens kwam Wanchope via West Ham United (1999-2000) bij Manchester City terecht. In zijn eerste competitieduel maakte hij meteen een hattrick tegen Sunderland.
In 2004 tekende Wanchope een contract bij het Spaanse Málaga CF. Daar speelde de aanvaller een seizoen, waarna Wanchope vertrok naar Al-Gharrafa uit Qatar. Daar bleef hij slechts een halfjaar en begin 2006 keerde Wanchope terug naar Costa Rica om opnieuw bij CS Herediano te gaan voetballen. Na het WK 2006 werd hij gecontracteerd door Rosario Central uit de Primera División de Argentina. Op eigen verzoek werd in december 2006 echter zijn contract bij de Argentijnse club ontbonden vanwege een financieel conflict en een moeizame relatie met trainer Nestor Gorosito. Wanchope tekende vervolgens een contract voor een jaar bij FC Tokyo. Later in 2007 nam het Amerikaanse Chicago Fire Wanchope over. Op 16 november 2007 kondigde hij het einde van zijn loopbaan aan.

## Clubstatistieken
| seizoen | club            | land             | competitie       | duels | goals |
| ------- | --------------- | ---------------- | ---------------- | ----- | ----- |
| 1994/95 | CS Herediano    | Costa Rica       | Primera División |       |       |
| 1995/96 | CS Herediano    | Costa Rica       | Primera División |       |       |
| 1996/97 | Derby County    | Engeland         | Premier League   | 5     | 1     |
| 1997/98 | Derby County    | Engeland         | Premier League   | 32    | 13    |
| 1998/99 | Derby County    | Engeland         | Premier League   | 35    | 9     |
| 1999/00 | West Ham United | Engeland         | Premier League   | 35    | 12    |
| 2000/01 | Manchester City | Engeland         | Premier League   | 27    | 9     |
| 2001/02 | Manchester City | Engeland         | Premier League   | 15    | 12    |
| 2002/03 | Manchester City | Engeland         | Premier League   | 0     | 0     |
| 2003/04 | Manchester City | Engeland         | Premier League   | 22    | 6     |
| 2004/05 | Málaga CF       | Spanje           | Primera División | 25    | 6     |
| 2005/06 | Al-Gharrafa     | Qatar            | Qatari League    | 6     | 1     |
| 2005/06 | CS Herediano    | Costa Rica       | Primera División | 10    | 3     |
| 2006    | Rosario Central | Argentinië       | Primera División | 14    | 5     |
| 2007/08 | FC Tokyo        | Japan            | J-League         | 11    | 3     |
| 2007/08 | Chicago Fire    | Verenigde Staten | MLS              | 12    | 2     |
| Totaal  | Totaal          | Totaal           | Totaal           | 249   | 82    |

## Nationaal elftal
In 1996 maakte Paulo Wanchope zijn debuut in het nationale elftal van Costa Rica. Met de Ticos nam Wanchope in 2002 deel aan het WK in Zuid-Korea en Japan. Tegen Brazilië (2-5) maakte hij het eerste doelpunt. Op 8 oktober 2005 werd Wanchope all-time topscorer van Costa Rica toen hij doel trof in het WK-kwalificatieduel tegen de Verenigde Staten en daarmee Rolando Fonseca passeerde als topscorer aller tijden. In 2006 was Wanchope er ook bij op het WK en in de openingswedstrijd tegen Duitsland (2-4) scoorde hij tweemaal. In totaal speelde hij 72 interlands waarin hij 45 doelpunten maakte.
| jaar | elftal                      | toernooi | wed. | goals |
| ---- | --------------------------- | -------- | ---- | ----- |
| 2002 | Costa Ricaans voetbalelftal | WK 2002  | 3    | 1     |
| 2006 | Costa Ricaans voetbalelftal | WK 2006  | 3    | 2     |

## Trainerscarrière
Wanchope werd op 31 januari 2015 aangesteld als de bondscoach van Costa Rica. De oud-spits had de nationale voetbalploeg de maanden ervoor al op interim-basis onder zijn hoede, nadat Jorge Luis Pinto na het succesvolle wereldkampioenschap voetbal 2014 vertrok. Met Costa Rica won Wanchope in september 2014 de Copa Centroamericana door in de finale Guatemala (1–2) te verslaan. Zijn eerste interland als officieel bondscoach leidde Wanchope in maart 2015, toen Costa Rica gelijkspeelde tegen Paraguay. Wanchope bereikte in juli 2015 met Costa Rica de kwartfinale van de CONCACAF Gold Cup, waarin het land werd uitgeschakeld door het Mexicaans voetbalelftal . Wanchope won in zijn periode als hoofdtrainer van Costa Rica – de kwartfinale tegen Mexico was zijn negende wedstrijd als bondscoach – met het nationaal elftal geen enkele wedstrijd. Op 12 augustus 2015 nam hij ontslag, nadat hij een steward had aangevallen tijdens een kwalificatiewedstrijd voor de Olympische Spelen tussen Mexico en Panama.
| Interlands Costa Rica onder leiding van Paulo Wanchope | Interlands Costa Rica onder leiding van Paulo Wanchope | Interlands Costa Rica onder leiding van Paulo Wanchope | Interlands Costa Rica onder leiding van Paulo Wanchope | Interlands Costa Rica onder leiding van Paulo Wanchope |
| №                                                      | Datum                                                  | Wedstrijd                                              | Uitslag                                                | Competitie                                             |
| Als trainer ad interim                                 | Als trainer ad interim                                 | Als trainer ad interim                                 | Als trainer ad interim                                 | Als trainer ad interim                                 |
| ------------------------------------------------------ | ------------------------------------------------------ | ------------------------------------------------------ | ------------------------------------------------------ | ------------------------------------------------------ |
| 1                                                      | 3 september 2014                                       | Costa Rica – Nicaragua                                 | 3 – 0                                                  | Copa Centroamericana                                   |
| 2                                                      | 7 september 2014                                       | Costa Rica – Panama                                    | 2 – 2                                                  | Copa Centroamericana                                   |
| 3                                                      | 13 september 2014                                      | Guatemala – Costa Rica                                 | 1 – 2                                                  | Copa Centroamericana                                   |
| 4                                                      | 10 oktober 2014                                        | Oman – Costa Rica                                      | 3 – 4                                                  | Oefeninterland                                         |
| 5                                                      | 14 oktober 2014                                        | Zuid-Korea – Costa Rica                                | 1 – 3                                                  | Oefeninterland                                         |
| 6                                                      | 13 november 2014                                       | Uruguay – Costa Rica                                   | 3 – 3                                                  | Oefeninterland                                         |
| Als hoofdtrainer                                       |                                                        |                                                        |                                                        |                                                        |
| 7                                                      | 26 maart 2015                                          | Costa Rica – Paraguay                                  | 0 – 0                                                  | Oefeninterland                                         |
| 8                                                      | 31 maart 2015                                          | Panama – Costa Rica                                    | 2 – 1                                                  | Oefeninterland                                         |
| 9                                                      | 6 juni 2015                                            | Colombia – Costa Rica                                  | 1 – 0                                                  | Oefeninterland                                         |
| 10                                                     | 11 juni 2015                                           | Spanje – Costa Rica                                    | 2 – 1                                                  | Oefeninterland                                         |
| 11                                                     | 27 juni 2015                                           | Mexico – Costa Rica                                    | 2 – 2                                                  | Oefeninterland                                         |
| 12                                                     | 8 juli 2015                                            | Costa Rica – Jamaica                                   | 2 – 2                                                  | CONCACAF Gold Cup                                      |
| 13                                                     | 11 juli 2015                                           | Costa Rica – El Salvador                               | 1 – 1                                                  | CONCACAF Gold Cup                                      |
| 14                                                     | 14 juli 2015                                           | Canada – Costa Rica                                    | 0 – 0                                                  | CONCACAF Gold Cup                                      |
| 15                                                     | 19 juli 2015                                           | Mexico – Costa Rica                                    | 1 – 0                                                  | CONCACAF Gold Cup                                      |